# Charbeitanais spongicola
Charbeitanais spongicola is een naaldkreeftjessoort uit de familie van de Pseudozeuxidae. De wetenschappelijke naam van de soort is voor het eerst geldig gepubliceerd in 1997 door Bamber & Bird.